# Erich Hylla
Erich Hylla (* 9. Mai 1887 in Breslau; † 5. November 1976 in Frankfurt am Main) war ein deutscher Pädagoge, Autor und Publizist. Er beschäftigte sich mit Arbeiten zur Pädagogischen Diagnostik, Begabungsforschung sowie Vergleichenden Erziehungswissenschaft.

## Leben

### Lehrerausbildung, Studien und erste berufliche Schritte
Der Handwerkersohn Erich Hylla besuchte in seiner Heimatstadt die Volksschule, danach eine Präparandenanstalt und im Anschluss daran das Lehrerseminar in Brieg, wo er 1907 die 1. Lehrerprüfung ablegte. Im gleichen Jahr wurde Hylla Mitglied im Deutschen Lehrerverein.

Von 1907 bis 1909 arbeitete Hylla als Volksschullehrer an einer Landschule und legte 1909 die 2. Lehrerprüfung ab. 1909 wechselte er nach Breslau, wo er als Volksschullehrer wirkte und sich parallel dazu weiterbildete. In mehreren Fächern legte er die Mittelschullehrerprüfung ab und studierte Psychologie bei William Stern. Hier erfuhr er eine Prägung, die für seinen weiteren beruflich-wissenschaftlichen Lebensweg von großer Bedeutung war. 

„Die Frucht dieses Studiums war die erste deutsche Form des Binet-Tests, die er mit Bobertag ausarbeitete. Die Arbeit an der Testforschung hat Hylla nicht mehr losgelassen. Viele Testreihen sind der ersten gefolgt, und sie waren nie Selbstzweck, sondern dienten alle dem Grundanliegen des Lehrers, Begabung zu erkennen und dem Einzelnen die seiner Begabung gemäße Bildung zu sichern, vor allem schon beim ‚Übergang von der Grundschule zur Höheren Schule‘.“

1914 wechselte Hylla an ein Realgymnasium in Berlin und legte 1915 die Rektorprüfung ab. 1919 wechselte er als Mittelschulrektor nach Stettin, studierte zudem von 1920 bis 1922 noch Pädagogik in Berlin. Von 1921 bis 1922 war er außerdem Schulrat in Eberswalde.

### Schulreformer in der Weimarer Zeit
Erich Hylla wurde 1922 ins Preußische Kultusministerium berufen, das von Carl Heinrich Becker geleitet wurde. Seine erste Arbeit dort war die Erstellung der „Richtlinien zur Aufstellung von Lehrplänen für die oberen Jahrgänge der Volksschule“. Neben dieser Arbeit im Ministerium war er auch Mitarbeiter am Zentralinstitut für Erziehung und Unterricht und aktiv im Deutschen Lehrerverein (DLV). Er arbeitete in dessen „Pädagogischer Hauptstelle“ mit und war Referent für Psychologie in der Redaktion der vom DLV herausgegebenen Zeitschrift „Deutsche Schule“.

In den Jahren 1926/27 ermöglichte ihm das Preußische Kultusministerium einen Studienaufenthalt in den USA. Hier lernte er Richard Thomas Alexander kennen, den Direktor eines für die Lehrerausbildung zuständigen College an der Columbia University. Dessen ehemaliger Assistent John W. Taylor war es, der Hylla 1946 zum Fachberater für Erziehungsfragen der amerikanischen Militärregierung berief. Aber auch wissenschaftlich war diese USA-Reise für Hylla von großer Bedeutung. 

„Für Ihre geistige Entwicklung wurde Ihre Studienreise nach den Vereinigten Staaten im Jahre 1926 bestimmend. Mit der Entwicklung und den Ergebnissen pädagogischer Forschungsarbeit in den Vereinigten Staaten haben Sie die deutsche Öffentlichkeit im Jahre 1928 durch Ihr Buch Die Schule der Demokratie, einen Aufriß des amerikanischen Bildungswesens, bekanntgemacht. Im Jahre 1930 haben Sie das grundlegende Werk des amerikanischen Pädagogen John Dewey Demokratie und Erziehung in deutscher Übersetzung veröffentlicht.“

Von 1930 an war Hylla Professor für Psychologie und Pädagogik an der neu gegründeten Pädagogischen Akademie Halle (Saale), ab 1931 Ministerialrat im Preußischen Kultusministerium. Er war Referent für Volksschulen, Lehrerbildung, Beziehungen zum ausländischen Schulwesen. Diese Tätigkeit wurde 1933 abrupt beendet: Bernhard Rust, der neue nationalsozialistische Minister, entließ ihn wegen politischer Unzuverlässigkeit.

### Überleben in der Zeit der Naziherrschaft
Die biografischen Daten über die unmittelbare Zeit nach Hyllas Entlassung sind dürftig. Hylla hatte zwischen 1935 und 1937 eine Gastprofessur für Vergleichende Pädagogik an der Columbia University inne und 1938 an der Cornell University. Frank H. Jonas sieht in diesen Gastprofessuren eine Art Schlüssel für Hyllas Neubeginn nach 1945: „This experience was to pay off during the postwar years in the joint American and German efforts to modify some German educational practices and to give Americans a better understanding of these practices and problems.“
Hylla kehrte nach der Zeit an der Cornell University wieder nach Deutschland zurück. Über die Gründe ist nichts bekannt, über seine Zeit vor den Gastprofessuren heißt es nur, er sei arbeitslos gewesen und von 1938 bis 1945 habe er sich zurückgezogen. Frank H. Jonas konstatiert: „The war prevented Mr. Hylla's returning to the United States in 1939.“ Das lässt allerdings offen, ob es entsprechende Angebote für weitere USA-Aufenthalte gegeben hat, und ebenso, weshalb Hylla vor einer eventuellen weiteren Gastprofessur nach Deutschland reiste und dort vom Ausbruch des Krieges überrascht wurde.
1944 wurde Hylla zum Heeresdienst eingezogen, schloss aber die Grundausbildung nicht ab, sondern wurde als Dolmetscher eingesetzt. 1945 geriet er in Bayern in amerikanische Kriegsgefangenschaft.

### Neubeginn 1945
Nach seiner Entlassung aus der Kriegsgefangenschaft baute er, „der Preuße Hylla, in den Jahren 1945 und 1946 in Landsberg am Lech als bayerischer Schulrat das dortige Schulwesen auf“. Doch bereits 1946 machte ihn sein alter Freund aus amerikanischen Tagen, Richard Thomas Alexander, zum Fachberater in der Erziehungsabteilung des US-Hohen-Kommissars. 

„As the educational systems began functioning along older lines, E&RA strength rose to forty officials by mid-1946. Because of its lowly status within the military government, E&RA was unable to attract a prominent American education expert to lead it. Military Governor Lucius D. Clay was, therefore, forced to appoint his unknown section chief, John W. Taylor, who had a doctorate in education from Columbia Teachers College. Taylor then enlisted his old mentor, Richard Thomas Alexander, as his adviser. Both were well acquainted with prewar German education. An outspoken critic of the traditional multitrack system, Alexander enlisted German reformers, such as the Prussian education expert Erich Hylla, in his cause.“

Fritz Karsen trieb zu dieser Zeit in Berlin die Planungen für eine Deutsche Forschungshochschule voran. Seine Planungen sahen als festen Bestandteil ein „Institut für Bildungsforschung (‚institute for educational research‘)“ vor. Für Karsen war „die Errichtung eines Instituts für wissenschaftliche Pädagogik [unabdingbar], da dieses Fachgebiet bisher in Deutschland stark vernachlässigt worden war. Es würde das einzig neu zu gründende Institut innerhalb der Forschungshochschule sein und mit einem relativ hohen Etat von einer halben Million RM sowie fünf bis sechs Professoren und zehn bis zwölf Assistenten ausgestattet werden.“ Verblüffend ähnliche Überlegungen entwickelt zur gleich Zeit Erich Hylla, der im Spätsommer 1946 die Zook-Kommission bei ihrer Reise durch die Amerikanische Besatzungszone begleitete. In deren Bericht schlägt er in Anlehnung an das frühere Zentralinstitut für Erziehung und Unterricht (siehe Oben) „die Einrichtung einer Stelle für pädagogische Forschung und Dienstleistung“ vor. Seine Begründung hierfür: 

„Die pädagogische Forschung an den deutschen Universitäten beschränkt sich jetzt fast völlig auf Probleme der Erziehungsphilosophie und -theorie. Fragen der Schulverwaltung, der Schulunterhaltung, Messungen und Tests der Schulgebäude und Schulausstattung, der Lehrerbildung, der Lehrplangestaltung, selbst der pädagogischen und Kinderpsychologie werden arg vernachlässigt. Pädagogische Bestandsaufnahmen sind praktisch unbekannt. […] Das vorgeschlagene Institut sollte alle diese Probleme aufgreifen, als ‚clearing house‘ dienen, eine pädagogische Bibliographie und eine Monatsschrift veröffentlichen, Material sammeln und pädagogischen oder Verwaltungsstellen in Deutschland und im Auslande zur Verfügung stellen, den Austausch von Lehrern und Studenten organisieren, Lehrgänge auswärtiger Pädagogen für deutsche Lehrer einrichten und eine pädagogische Bücherei aufbauen. In all diesen Dingen könnten die Vereinigten Staaten durch Regierungsstellen und freiwillige Organisationen Hilfe gewähren. Angesichts der heutigen wirtschaftlichen Lage in Deutschland dürfte es schwer sein, ein derartiges Institut ohne solche wirtschaftliche Hilfe zu errichten.“

Erwin Stein, der schon als Vertreter Hessens an den Verhandlungen über die Einrichtung der Deutschen Forschungshochschule teilgenommen hatte, lernte Hylla als Mitarbeiter der amerikanischen Militärverwaltung kennen und erinnerte sich an dessen Ausspruch, er sei „mitverantwortlich für manches, was geschehen und was nicht geschehen ist“. Zugleich konstatierte Stein: In Ihnen fand ich für meinen im Jahre 1948 der Öffentlichkeit vorgelegten Plan, eine Hochschule für Erziehungswissenschaft für internationale Forschung zu schaffen, einen tatkräftigen Förderer. Dank ihrer Unterstützung und der Hilfe der Vereinigten Staaten, des Landes Hessen und der Stadt Frankfurt am Main konnte am 16. November 1950 die Hochschule für Internationale Pädagogische Forschung in Frankfurt am Main errichtet werden, die seit dem 25, Oktober 1951 als eine vom Staat unabhängige Stiftung des öffentlichen Rechts anerkannt ist. Was lag für mich näher, als sie zum Direktor dieser Hochschule und Professor für pädagogische Psychologie zu berufen. Das für Stein „Naheliegende“ erfolgte in zwei Schritten. Der erste war Hyllas Beauftragung zum Aufbau der neuen Hochschule am 16. November 1950; der zweite seine Ernennung zum Professor und Direktor der Hochschule – heute DIPF | Leibniz-Institut für Bildungsforschung und Bildungsinformation – am 16. Mai 1952.

## Hyllas Vorstellungen von pädagogischer Forschung
Bevor näher auf die Gründungsgeschichte der Hochschule für Internationale Pädagogische Forschung eingegangen wird, soll kurz skizziert werden, was Hyllas Vorstellungen von einer künftigen pädagogischen Forschung waren. In dem 1948 veröffentlichten Aufsatz Aufgaben der pädagogischen Forschung hat er die Vorstellungen präzisiert, die er in dem oben schon zitierten Bericht der Zook-Kommission angerissen hatte. Abermals ausgehend von der in Deutschland bislang vernachlässigten pädagogischen Forschung, die er unter anderem auch daran festmacht, dass „unter den vielen Kaiser-Wilhelm-Instituten […] nicht eines [war], das der Forschung auf dem Gebiete des Erziehungswesens gedient hätte“, plädiert er für eine Konzentration auf das Notwendigste, und das ist für ihn die pädagogische Tatsachenforschung. Seine Bestandsaufnahme über sie fällt düster aus: „Hier freilich ist die Lage auch am schwierigsten; denn hier sind die Vernachlässigungen am stärksten gewesen. Hier muß vielfach von Grund aus neu aufgebaut werden, weil auch vor 1933 Einrichtungen, die in diesem Zusammenhange besonders wichtig erscheinen, und auf die jetzt wenigstens anknüpfend zurückgegriffen werden könnte, zum Teil gar nicht vorhanden waren.“ Vor diesem Hintergrund beschreibt er fünf Hauptgebiete, die vorrangig als Forschungsschwerpunkte zu etablieren wären.
- Die Vergleichende Erziehungswissenschaft ist das erste Gebiet, dessen Fehlen er in Deutschland beklagt und dessen Etablierung er nun mit Nachdruck fordert. „Sie erfordert ein sorgfältiges Studium des ausländischen Bildungswesens vor allem der Länder, deren kulturelle Gesamtlage mit der unsrigen einigermaßen vergleichbar ist, oder deren Erziehungsgedanken uns aus anderen Gründen heute besonders interessieren.“ Für die Vernachlässigung dieses Forschungsgebietes macht er – neben politischen Schwierigkeiten während der Nazi-Zeit – vorrangig mentale Gründe verantwortlich: „Gründliche Untersuchungen vergleichender Art können nicht ausschließlich am Schreibtisch oder in der Bücherei durchgeführt werden; sie setzen persönliche, unmittelbare Bekanntschaft mit dem Bildungswesen des Auslandes voraus, die nur bei einiger Beherrschung der Sprache und an Ort und Stelle gewonnen werden kann.“[18]
- Ein weiteres stark vernachlässigtes Gebiet ist für Hylla die pädagogische Psychologie. Vor dem Hintergrund seiner eigenen Ausbildung bei William Stern und seiner Zusammenarbeit mit Otto Bobertag (siehe oben) nimmt dieses Gebiet einen besonders breiten Raum ein. Er kritisiert das Fehlen und fordert zugleich die Entwicklung von Messinstrumenten für Begabungs- und Schulleistungstests. „Eine messende Verfolgung der Entwicklung des jungen Menschen oder die messende, objektive Beurteilung seiner Leistungen aber sollte eine der wesentlichen Grundlagen bilden für die Beantwortung der Frage, ob und inwieweit gewisse Lehrstoffe, Lehrformen,Schulformen zweckmäßig und brauchbar sind. Daß uns alle Unterlagen solcher Art fehelen, ist eine der Ursachen für die Unfruchtbarkeit und den unwissenschaftlichen Charakter aller unserer Erörterungen über Schulreformfragen: Sie sind Meinungsstreitigkeiten unter Interessentengruppen, die einander nicht überzeugen können und sich auch voneinander nicht überzeugen lassen wollen. Auf Besserung ist kaum zu hoffen, solange nicht zuverlässige, objektive Methoden der Tatsachenfeststellung entwickelt, angewandt, von der Lehrerschaft verstanden und in einem gewissen Umfange gehandhabt werden, wie das z. B. in den Vereinigten Staaten der Fall ist.“[18]
- Der nächste Punkt, dessen wissenschaftliche Unterbelichtung Hylla ausmacht, „ist die Gestaltung der Schularbeit selbst: Lehrplan, Lehrverfahren, Lehr. und Lernmittel. Unsere Lehrpläne sind bisher so gut wie ausschließlich auf dem Wege der amtlichen Verordnung entstanden. Auch wo die amtlichen Stellen hierfür die Mitarbeit weiter Kreise, etwa der Lehrerschaft oder gar – was kaum vorkam – von Laiengruppen gesucht haben, waren es letzten Endes stets Tradition und theoretische Diskussionen, aus denen der Lehrplan erwuchs.“[18] Mit der gleichen Radikalität stellt er die tradierten Lehrmethoden und die verwendeten Materialien in Frage und fordert umfangreiche Tatsachenuntersuchungen auf der Basis geeichter Testreihen.
- Ein weiteres Gebiet, für das er bislang das Fehlen jeglicher wissenschaftlicher Durchdringung beklagt, ist das Gebiet der Schulverwaltung, Schulunterhaltung und Schulaufsicht. Er konstatiert, dass sich „der gesamte Begriffsbestand der Schulverwaltung bei uns noch in einem durchaus vorwissenschaftlichen Stadium der Entwicklung befindet“ und fordert: „Fragen wie die der Aufgliederung der Schulverwaltungsstellen, ihrer Beziehungen zueinander, der Anzahl von Verwaltungsstufen u. a., die bisher fast ausschließlich unter dem Gesichtspunkt augenblicklicher praktischer Zweckmäßigkeit beantwortet wurden, sollten ebenso einer wissenschaftlichen Untersuchung unterzogen werden wie die der Schulgliederung, der Abgrenzung der Schulbezirke, der Gestaltung von Schulbauten, der Schulregistratur, der Anlage und Führung von Personalakten, der Lehrerbeurteilung u. a. Nur auf wissenschaftlicher Grundlage wird Schulverwaltung und Schulaufsicht lehrbar, wird eine leistungsfähigere Schulverwaltung in Deutschland zu schaffen sein.“[18]
- Hyllas fünfter und letzter Punkt für eine sorgfältig ausgebaute pädagogische Tatsachenforschung ist das Gebiet der Schulstatistik. Er fordert aussagefähigere Erhebungen von sozialen und schulbezogenen Schülerdaten ebenso, wie Daten die Entscheidungshilfen geben bei Fragen der „Neuordnung des Schulaufbaus, der Schultypen, der Lehrerbildung, der Schulunterhaltung, des Schulgeldes, der Lehr- und Lernmittel […] Vor allem aber wird dafür gesorgt werden müssen, daß auch für die schulstatistische Arbeit die Möglichkeit zur theoretischen Durchbildung  ihrer Begriffe und Methoden und die planmäßige Heranbildung eines geschulten Nachwuchses geschaffen wird.“[18]

Hylla plädiert zur Behebung der von ihm konstatierten Misere für die Einrichtung von Forschungsstellen zur Heranbildung von Fachkräften. Diese Forschungsstellen aber sieht er zu dem Zeitpunkt noch nicht als eigenständige Institutionen, sondern er favorisiert – trotz seiner vehementen Kritik an der Praxisferne der universitären Pädagogik – für Forschungsinstitute an Universitäten als Mittelpunkte der dortigen Pädagogischen Fakultäten. „Sie würden dort wesentlich zur Ausbildung einer zukünftigen, in der pädagogischen Wissenschaft wirklich geschulten Lehrerschaft für die Schulen beitragen können, vor allem aber die zusätzliche Ausbildung in der Erziehungspraxis bereits bewährter Männer und Frauen für leitende Stellen in Schulaufsicht und Schulverwaltung sowie die Vorbildung eines wesentlichen Teiles der Lehrerbildner und zukünftigen Universitätslehrer der Pädagogik durchführen. Die Verbindung der Forschung mit der Lehre würde in den Studierenden auf natürliche Weise die Kräfte finden, die in der Ausarbeitung ihrer Dissertationen, Prüfungs- oder Habilitationsschriften lebens- und zeitnahe Aufgaben der pädagoischen Tatsachenforschung behandeln und lösen könnten.“
Hylla verkennt nicht die Schwierigkeiten, die der Verwirklichung seiner Vorstellungen entgegenstehen, und was die materiellen Schwierigkeiten betrifft, vertraut er uneingeschränkt auf die Unterstützung der Amerikaner. Ebenso schlägt er vor, jüngere deutsche Schulleute, die als Nachwuchsdozenten in Frage kämen, zur Weiterbildung in die USA zu entsenden. Auf der anderen Seite ist er sich aber bewusst, dass die Entwicklung der pädagogischen Tatsachenforschung auch nur eine Teilaufgabe ist, denn „es handelt sich ja hier nur um eine Teilaufagbe einer größeren und umfassenderen: der Umgestaltung des deutschen Bildungswesens von einem durch Tradition und politische Zweckideologie bestimmten System in ein lebendiges, den Bedürfnissen aller Volkskreise gleichmäßig dienenden, auf Gegenwart und Zukunft eingestelltes Organ eines Volkskörpers, der sich eben erst wieder zu einem demokratischen umzuformen beginnt und für internationale Arbeit gewonnen werden soll. Nur im Gleichmaß mit dieser Umformung und mit der entsprechenden allgemeinen Umgestaltung des Bildungswesens läßt sich auch die hier behandelte Teilaufgabe förder. Nur im Zusammenhange mit ihr hat sie im Grunde Bedeutung und Sinn. So wollen wir zwar mit allem Eifer an sie herangehen, uns aber zugleich gegen Enttäuschungen wappnen, indem wir uns von vornherein vor Augen halten, daß Aufgaben dieser Größe kaum rascher als in einem Menschenalter zu lösen sind.“
Als Hylla das schrieb, stand er wowöglich noch stark im Banne der Empfehlungen der Zook-Kommission, an denen er selber mitgearbeitet hatte und die auf ein demokratischeres Bildungssystem zielten. Auf diesen Empfehlungen basierte eine der letzten Direktiven des Alliierten Kontrollrates, die als ACC Nr. 54 am 25. Juni 1947 in Berlin erlassen wurde. Die Direktive betraf „Basic Principles for Democratization of Education in Germany“ und zielte im vierten von 10 Punkten auf die Einführung eines gestuften statt eines gegliederten Bildungswesens. Demokratisierung des Schulsystems war der Kerngedanke und das deutsche Gymnasialprivileg wurde in Frage gestellt. Doch wie sich schon am Beispiel der Deutschen Forschungshochschule gezeigt hatte: Es gab gute Beschlüsse von amerikanischer Seite, aber sie verliefen häufig im Sande. So auch hier: „Die Direktive des Kontrollrates und so der Bericht der ZOOK-Kommission wurden in Hessen, Teilen Badens und Württembergs sowie in Bayern, also den vier grossen Gebieten der amerikanischen Besatzungszone, besonders im Blick auf das Infragestellen des Gymnasialprivilegs bekämpft. Der amerikanische Militärgouverneur LUCIUS D. CLAY hatte am 10. Januar 1947 die Anweisung erteilt, das Bildungswesen in seinem Zuständigkeitsbereich grundlegend zu verändern. Am 9. August 1948 verordnete die amerikanische Militärregierung die Einführung einer sechsjährigen Grundschule für alle Kinder, was aber weder in Hessen noch in Bayern oder in Baden-Württemberg je realisiert wurde. In diesem Punkt scheiterte die Re-Education, noch bevor sie richtig begonnen hatte. Re-Education bezog ich auf Lehrmittel, öffentliche Medien oder das Meinungsklima der jungen Bundesrepublik, aber nicht auf die Struktur des Bildungssystems.“
Eine andere Frage ist, ob die von Hylla propagierte pädagogische Tatsachenforschung, die sehr wohl auf viele Defizite in der deutschen Erziehungswissenschaft verweist, in dem Maße zu rationalen Entscheidungsfindungen beitragen kann, wie er sich das erhoffte. Die Diskussion um die Einheitsschule könnte als Gegenbeweis ebenso angeführt werden wie die Diskussion um die Hessischen Rahmenrichtlinien in den 1970er Jahren oder die bis heute anhaltende Diskussion um Gesamtschulen. Nie hat es in diesen Auseinandersetzungen an fundierten wissenschaftlichen Argumenten gefehlt, aber sie verhinderten keine „Meinungsstreitigkeiten unter Interessentengruppen, die einander nicht überzeugen können und sich auch voneinander nicht überzeugen lassen wollen“, wie Hylla es oben schon mal im Zusammenhang mit der pädagogischen Psychologie erhofft hatte. Und ein weiterer Punkt: Hyllas pädagogische Tatsachenforschung konsequent zu Ende gedacht, würde unter den Bedingungen der heutigen technischen Möglichkeiten schnell zu einer „gläsernen Schule“ führen – mit besten Voraussetzungen für eine „predictive educating“. Wie real eine solche Gefahr ist, zeigt die Verleihung des Negativpreises Big Brother Award an die Kultusministerkonferenz am 20. Oktober 2006. Dies erfolgte für deren Vorhaben, für Schüler und Lehrer länderübergreifend schulstatistische Daten zentral zusammenzufassen und personenbezogen zu erheben, ohne die individuellen Bildungsdaten an feste Zwecke zu binden und vor Missbrauch und unberechtigtem Zugriff zu schützen.

## DieHochschule für Internationale Pädagogische Forschung

### Der Gründungsprozess
Die Nähe von Fritz Karsens Überlegungen für ein Institut für wissenschaftliche Pädagogik im Rahmen der von ihm maßgeblich vorangetriebenen Deutschen Forschungshochschule und Erich Hyllas 1946 publizierter Skizze für die Einrichtung einer Stelle für pädagogische Forschung und Dienstleistung wurde oben schon erwähnt. Dass dies kein Zufall ist, lässt sich aus den vielen Überschneidungen in ihrer beider Lebenswege folgern: Beide waren engagierte Schulreformer in der Weimarer Zeit, sie arbeiteten nahezu zeitgleich im Preußischen Kultusministerium, lösten einander ab bei ihren Studienaufenthalten in den USA und wurden beide von ihren dort gewonnenen gemeinsamen Freunden nach 1945 in wichtige Positionen zum Wiederaufbau des deutschen Bildungssystems berufen. Beide waren zudem stark beeindruckt und beeinflusst vom amerikanischen Bildungssystem und bestrebt, „die deutsche Pädagogik mit den demokratischen Ansätzen des Pragmatismus zu konfrontieren und sie auf den Weg empirischer Forschung zu führen, zu der ganz besonders auch der internationale Vergleich gezählt wurde“. Karsens Bedeutung in diesem Kontext verblasst jedoch vor dem Hintergrund dessen, dass er bereits 1948 wieder in die USA zurückkehrte und damit auf die deutsche Entwicklung keinen Einfluss mehr ausübte. Daraus entstand vermutlich die etwas verengte Sicht auf Hylla, der „Fachberater beim Chef der Erziehungsabteilung des US-MilitärGouverneurs für Deutschland und […] in dieser Funktion für die Erneuerung der Erziehung zuständig [war]. Als strukturpolitisches Ziel wurde dabei angestrebt die Einführung einer demokratischen Gesamtschule für alle Kinder nach dem Vorbild der amerikanischen Elementary und High School, also ein klarer Bruch mit der deutschen Bildungstradition der selektiven Verschulung. Darüber hinaus wurde die rasche Demokratisierung der Universitäten zum Ziel erklärt.“
Auch Erwin Stein bezieht sich, wie das Zitat am Ende des vorangegangenen Abschnitts belegt, nur auf Hylla, obwohl in seinem Entwurf für ein Gesetz über die Ausbildung der Lehrer in Hessen vom Dezember 1948 die Errichtung einer „Hochschule für Erziehungswissenschaft und Internationale Pädagogische Forschung“ vorgesehen ist, die explizit im Kontext des „Staatsabkommens über die Errichtung einer Deutschen Forschungshochschule in Berlin-Dahlem“ verortet wird. Als Vertreter Hessens im Stiftungsrat der Deutschen Forschungshochschule und im Länderrat war er ab Januar 1947 jedoch auch unmittelbarer Verhandlungspartner von Karsen, der ihm dort als „Chief, Higher Education and Teacher Training“ in der Hauptabteilung Education and Cultural Relations des OMGUS gegenübersaß. Karsens Überlegungen für ein Institut für wissenschaftliche Pädagogik können ihm in diesem Rahmen kaum verborgen geblieben sein.

Mit dem Amerikaner William L. Wrinkle existiert eine weitere Person, die für die Gründungsphase der Hochschule für Internationale Pädagogische Forschung von großer Bedeutung ist. 

„Before coming to Germany, Dr. Wrinkle had been professor of secondary education and director of the campus experimental high school at the State College of Education at Greeley in Colorado, having served that institution for 23 years. Through his experience in administering educational programs in Germany, Dr. Wrinkle arrived independently at the same conclusions about educational research in Germany as were entertained by Mr. Hylla.“

Hylla und Wrinkle lernten sich 1947 in Frankfurt kennen, wo Wrinkle als „chief of the secondary education section in the Public Education Branch, OMGUS, and now HICOG's educational affairs adviser“ stationiert war.

„THIS MEETING brought reality to the old dream, now shared by both men, resulting in the association which was to gain the necessary support from German and American sources for the creating of the Institute for International Educational Research. The development of the idea of a graduate school of this type in Germany could never have proceeded to its present successful conclusion without the close cooperation and teamwork of these two educators. […] Professors Hylla and Wrinkle, sensing official German interest in such an institution, approached Dr. Stein in Wiesbaden. As a result, the Society for Educational Research and Advanced Studies in Education was organized, with Dr. Stein as president and Mr. Hylla as executive secretary. This society, which was composed of Hessian educational leaders interested in this movement, sponsored the Institute.“

Das Zitat verweist auf einen weiteren Akteur im Gründungsprozess der Hochschule: die „Society for Educational Research and Advanced Studies in Education“, zu deutsch „Gesellschaft für Pädagogische Tatsachenforschung und weiterführende pädagogische Studien e. V.“, die heute als „Gesellschaft zur Förderung der Pädagogischen Forschung e. V. (GFPF)“ firmiert. Diese Gesellschaft war am 27. März 1950 in Wiesbaden gegründet worden. Zu ihren Gründungsmitgliedern zählten Regierungsdirektoren und Ministerialdirektoren, vor allem aber Erwin Stein, Erich Hylla und Franz Hilker, der 1947 die „Pädagogische Arbeitsstelle“ in Wiesbaden als pädagogisches Dokumentationszentrum gegründet hatte. In der Gründungsversammlung der Gesellschaft wurde Erwin Stein zum Präsidenten gewählt und Erich Hylla mit der Geschäftsführung vertraut. In der Satzung der Gesellschaft heißt es: 

„Zweck der Gesellschaft ist die Pflege und Förderung der pädagogischen Tatsachenforschung und ihre Verwertung für alle Gebiete des Bildungs- und Erziehungswesens, einschließlich der Schulaufsicht und Schulverwaltung, insbesondere auch für die pädagogische Weiterbildung von Lehrern aller Schularten.“

Es ist offensichtlich, dass dieser Vereinszweck sehr nahe bei dem liegt, was Hylla als Aufgaben der pädagogischen Forschung beschrieben hat, und für das, wie dieser Vereinszweck erreicht werden soll, sind die Anleihen bei ihm nicht zu übersehen. Ein Punkt fällt dabei besonders ins Auge: „Förderung der Einrichtung und der Arbeit eines Instituts für Pädagogische Tatsachenforschung und für die Weiterbildung der Lehrer auf diesem Gebiete.“ Hinter dieser Formulierung verbirgt sich eine Abkehr von Hyllas früheren Vorstellungen, in denen er noch für Forschungsinstitute an Universitäten als Mittelpunkte der dortigen Pädagogischen Fakultäten plädiert hatte. Diese Kehrtwendung begründet Hylla in seinem Beitrag „Eine Hochschule für Internationale Forschung“, den er am 16. November 1950 bei der Gründungsveranstaltung für die Hochschule für Internationale Pädagogische Forschung gehalten hat. Er wiederholt zunächst noch einmal seine Kritik an der universitären erziehungswissenschaftlichen Forschung, um dann fortzufahren: 

„Eine Ergänzung nach derjenigen Seite hin, die ich pädagogische Tatsachenforschung nennen mödhte, scheint mir dringend notwendig. Die Pädagogischen Institute oder Hochschulen, die fast ausschließlich der Vorbildung der Volksschullehrer und der Berufsschullehrer dienen, können aus Mangel an Zeit und Geld und infolge ihrer Überlastung mit Lehraufgaben der Forschung ebenfalls nur wenig Beachtung schenken.“

Dieser aus dem Unvermögen der klassischen Hochschulen und den Sachzwängen, denen die Lehrerausbildungseinrichtungen unterliegen, geschuldeten Notwendigkeit für ein eigenes Institut, fügt er ein weiteres Argument hinzu: Die Notwendigkeit, pädagogische Forschung zu lehren. „In diesem Sinne wird das Institut zugleich eine Schule für pädagogische Forschung und damit in wahrem Sinne des Wortes eine Hochschule sein.“ Mit diesem letzten Punkt nähert sich Hylla erneut Fritz Karsens Grundgedanken für die Deutsche Forschungshochschule an, an der die Bildungsforschung eine wichtige Rolle hätte spielen sollen.

Den Gründungsakt des somit begründeten Instituts, das nun zu einer eigenen Hochschule avanciert war, beschreibt Hylla 1952 im ersten Prospekt der Hochschule wie folgt:

„Die Gründung der Hochschule erfolgte am 16. November 1950. Ihr Träger war zunächst eine Gruppe an der pädagogischen Forschung interessierter hessischer Schulmänner, die sich im Frühjahr 1950 als eingetragene ‚Gesellschaft für pädagogische Tatsachenforschung und weiterführende pädagogische Studien‘ in Wiesbaden mit Dr. Stein als Präsident und dem Verfasser als Geschäftsführer konstituiert hatte. Auf Antrag der Gesellschaft erklärte sich das Hessische Kabinett bereit, die Hochschule als Dauereinnchtung zu unterhalten und für die ersten beiden Jahre, in denen auch für den Betrieb noch beträchtliche amenkanische Mittel zur Verfügung oder in Aussicht standen, einen Betrag von je 200 000 DM zu gewähren. Im März 1951 wurde in Frankfurt eine vorbereitende Dienststelle der Hochschule eingerichtet, und im Sommer konnte mit den Arbeiten zur Wiederherstellung und Umgestaltung des Gebäudes in der Schloßstraße begonnen werden.“

Die Gründung der „Hochschule für Internationale Pädagogische Forschung“, aus der später das Deutsche Institut für Internationale Pädagogische Forschung (DIPF) hervorgegangen ist, war damit vollzogen. Das DIPF ist heute Mitglied der Leibniz-Gemeinschaft und steht als Blaue-Liste-Institut in der Tradition der Staatsabkommen, die über das Königsteiner Staatsabkommen zurückführen zur Deutschen Forschungshochschule. An diese Traditionslinie erinnert auch Wrinkle, der aus Anlass des 65. Geburtstags von Erwin Stein seinen Tagebucheintrag vom 19. August 1949 zitiert: „spent nuch time today talking with Prof. Hylla about an Institute for Educational Research, Stein’s proposal, Fritz Karsen’s plan, etc.“

### Die Institutionalisierung der Hochschule
An dem stark beschädigten Gebäude in der Schloßstr. 29 in Frankfurt-Bockenheim, das Hylla oben schon erwähnt hat, wurden 1951/1952 die Kriegsschäden beseitigt und das Gebäude für die Institutszwecke hergerichtet. Frank H. Jonas beschreibt die damit zusammenhängenden Arbeiten und Aufwendungen: 

„Heinrich Seliger, Frankfurt city superintendent of schools, assisted the group [Stein, Hylla, Wrinkle] in search of a building. The city donated a bomb-damaged, five-story building, with an adjoining gymnasium, which had formerly been an elementary school. At the time the building and site were valued at DM 1,200,000 ($285,600). The State of Hesse agreed to maintain the Institute
permanently and to date has made two appropriations totaling DM 400,000 ($95,200) for operating expenses. IN AUGUST, 1950, a grant of DM 800,000 ($190,400) was made from the HICOG Special Projects Fund for the reconstruction and adaption of the building and in January, 1951, another grant of DM 336,000 ($79,968) was made for operations and equipment. Later, as building costs rose, the city of Frankfurt donated DM 150,000 ($35,700), matched by a like further amount from the HICOG Special Projects Fund. Had not an old building been reconstructed, the building costs would have been three times as high. In November, 1951, a HICOG grant of DM 177,000 ($42,126) was approved for equipment and operations.
The building, now fully equipped, is a monument to joint American and German efforts to encourage research in specific educational fields that have been neglected and undeveloped, not only because of a totalitarian regime and a devastating war, which sealed off Germany from the rest of the Western world for more than a decade, but also because of the resistance of traditional outlooks and procedures the physical properties of the new institution are modern and complete.“

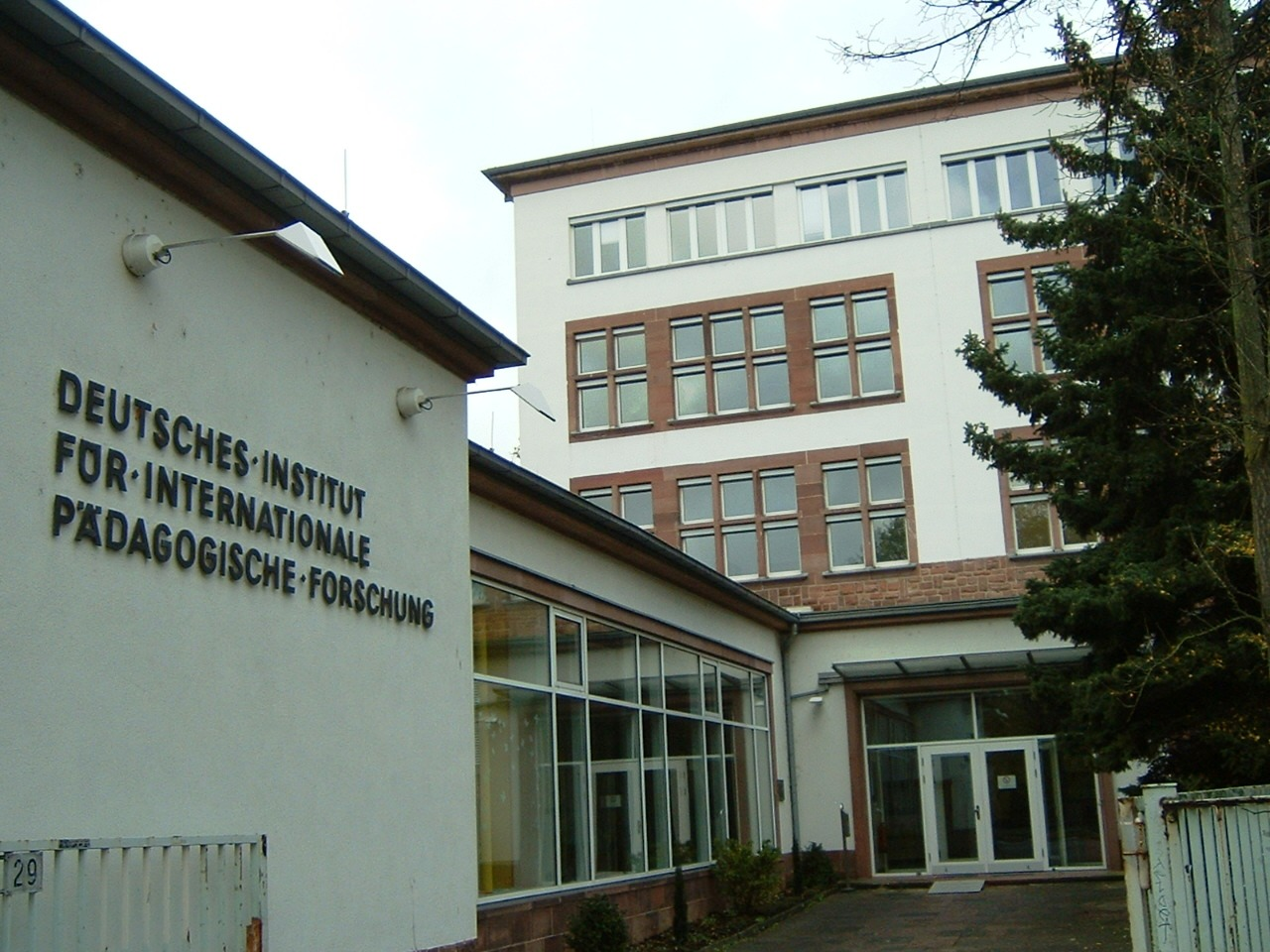
Das ehemalige Deutsche Institut für Internationale Pädagogische Forschung von der Schloßstraße aus gesehen; links das ehemalige Auditorium.

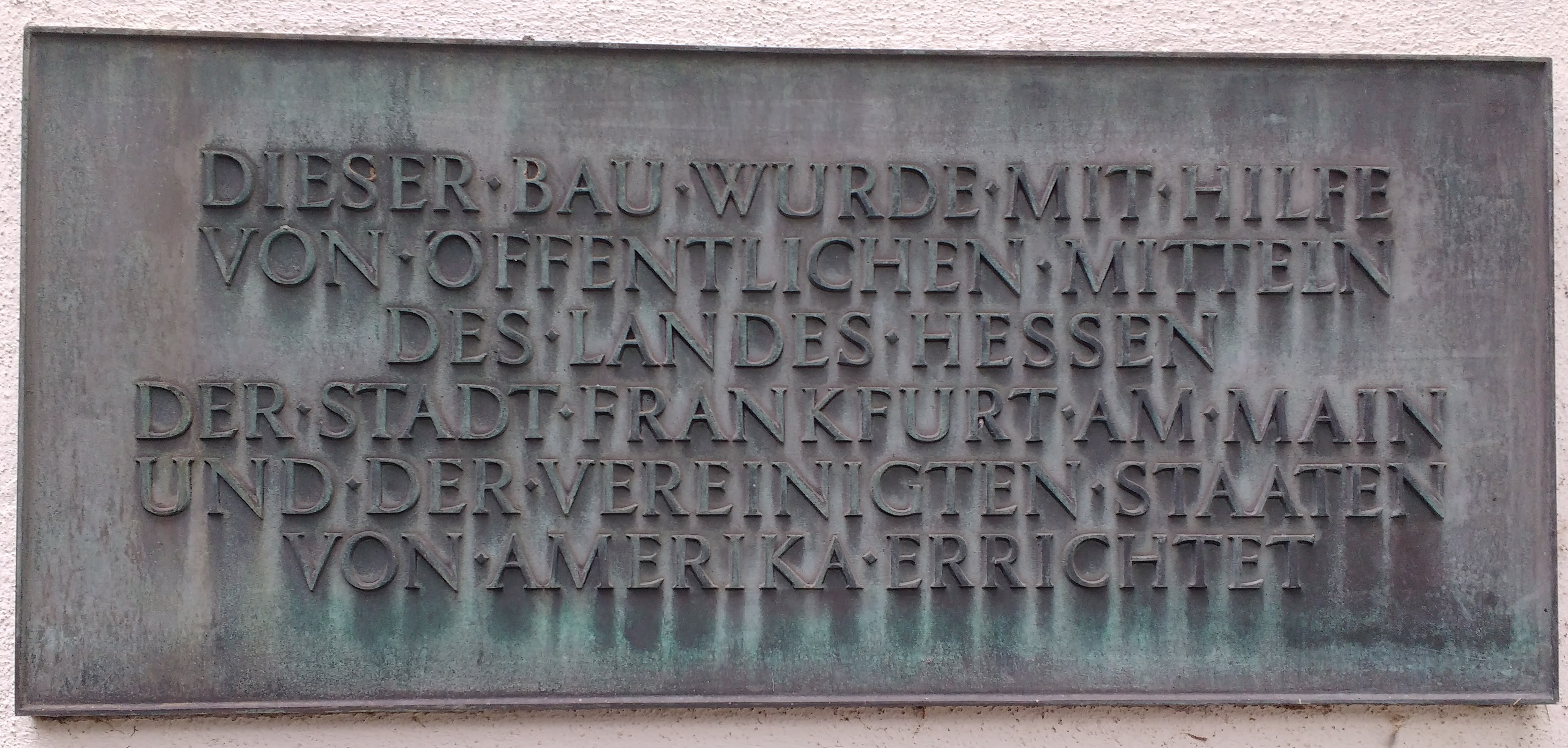
Erinnerungsplakette an den Wiederaufbau des Gebäudes und dessen Förderung im Rahmen des amerikanischen Reeducation-Programms.

Das Gebäude enthielt außer den notwendigen Hörsälen, Bibliotheks-, Arbeits- und Verwaltungsräumen auch 28 Wohnungen für Studierende und einige Wohnungen für Professoren. Aus der früheren Turnhalle wurde ein Auditorium mit etwa 240 Plätzen. Im Vergleich zu den meisten Universitäten war die neue Hochschule „nicht eine staatliche Anstalt, sondern eine selbständige, rechtsfähige Stiftung des öffentlichen Rechts. Ihr Sitz ist Frankfurt a.M. Sie steht allerdings - wie alle Stiftungen des öffentlichen Rechts - unter staatlicher Aufsicht, die vom Hessischen Minister für Erziehung und Volksbildung geführt wird, sich jedoch darauf beschränkt, die Beachtung der Gesetze, der sonstigen Rechtsvorschriften und der Satzungen zu überwachen. Die Freiheit der Forschung und Lehre, die selbstverständlich nicht von der Treue zum Grundgesetz für die Bundesrepublik Deutschland entbindet, ist der Hochschule in der Satzung ausdrücklich zugesichert.“ Als Stiftungszweck wurde die Förderung der internationalen pädagogischen Forschung besonders betont.
Die Organe der Hochschule waren der Vorstand und ein Kuratorium, „das allgemeine Richtlinien für die Arbeit der Hochschule geben, den Haushaltsplan feststellen, seine Innehaltung überwachen und Vorschläge des Vorstandes über die Berufung von Mitgliedern des Forschungs- und Lehrkörpers genehmigen soll. […] Dem Vorstande gehören der Direktor der Hochschule als Vorsitzender, der Präsident des Kuratoriums als ein Stellvertreter, außerdem der Schatzmeister und der Schriftführer des Kuratoriums an. Ihm obliegt die allgemeine Verwaltung der Hochschule.“ Der Direktor wurde, anders als bei den staatlichen Hochschulen, auf unbestimmte Zeit ernannt. Die Zusammensetzung des Lehrkörpers bzw. dessen Qualifikation entsprach den Universitätsstandards.

Der besondere Charakter der neuen Hochschule manifestiert sich vor allem in der Beschreibung derer, die an ihr studieren sollen: 

„Als Studierende, so sagt die Satzung, wird die Hochschule jeweils für mindestens ein Jahr Lehrer aller Schularten, sowie Beamte und Angestellte der Schulverwaltung – selbstverständlich auch weibliche – nach abgeschlossener Berufsausbildung und ausreichender praktischer Erfahrung aufnehmen. Grundsätzlich wird bei den Studierenden die Hochschulreife vorausgesetzt. Gemäß der obersten Aufgaben der Hochschule –  die pädagogische Forschung zu pflegen –  wird dieses Studium vorwiegend in der Durchführung von Forschungsarbeiten unter geeigneter Anleitung bestehen. Das schließt natürlich nicht aus, daß auch Vorlesungen gehört und Übungen durchgeführt werden, die geeignet sind, diese Forschungsarbeiten zu fördern. Ein formellses Abschlusszeugnis war für die Absolventen allerdings nicht vorgesehen: ‚An eine Abschlußprüfung, ein Diplom oder ähnliches ist nicht gedacht. Eine Prüfung würde der Art der geplanten Arbeit nicht entsprechen. Arbeiten, die aus den Forschungen der Hochschule hervorgehen, sollen unter dem Namen ihrer Autoren in geeigneter Weise veröffentlicht werden.‘“

Diese Zielgruppe soll „aus ihren Dienststellen beurlaubt werden, soweit nötig, unter Belassung ihres Gehaltes, und aus den der Hochschule zur Verfügung stehenden Mitteln eine monatliche Beihilfe erhalten, aus der sich die bescheidenen Kosten für einen Wohnraum im Gebäude der Hochschule und die Mehrkosten für den Lebensunterhalt außerhalb ihres Wohnortes im wesentlichen decken können.“

Die im Prospekt beschriebenen Arbeitsgebiete entsprechen dem, was in Anlehnung an Hyllas oben zitierten Aufsatz Aufgaben der pädagogischen Forschung früher schon postuliert wurde. Interessaqnt dennoch, was zu diesem frühen Zeitpunkt bereits als laufende und in Aussicht genommene Arbeiten von Hylla vorgestellt wird: 

„Das kleine Büro ist mit den Vorbereitungsarbeiten, vor allem mit dem Aufbau der Bibliothek, den Problemen des Hausbaues und der Beschaffung der Ausstattung, bis zum äußersten beschäftigt. Trotzdem sind eine Reihe von wissenschaftlichen Arbeiten bereits im Gange. Unter ihnen ist die Herausgabe einer Darstellung des Jugendbildungswesens in zehn wichtigen Ländern Westeuropas, für die je ein hervorragender Sachkenner jedes Landes einen Beitrag nach einem unter Mitarbeit zahlreicher deutscher Pädagogen von Dr. W.L. Wrinkle und dem Verfasser sorgfältig ausgearbeiteten, einheitlichen Plan geliefert hat. Auch einige deutsche Bearbeitungen wertvoller ausländischer Bücher zur pädagogischen Psychologie sind bereits im Druck. Wir hoffen, daß die Hochschule in der Lage sein wird,  eine  beträchtliche Anzahl dieser Bücher an pädagogische Institute, Universitäts- und Studienseminare, Lehrerfortbildungsstätten, Lehrerarbeitsgemeinschaften und ähnliche Einrichtungen auf Antrag gegen Erstattung der Verpackungs- und Versandkosten abzugeben. […] Auch die Entwicklung eines Testprogramms für die Schulen ist bereits in Angriff genommen worden. Im August vorigen Jahres wurde eine Einladungskonferenz von westdeutschen Testautoren abgehalten, um festzustellen, welche Arbeiten auf diesem Gebiete im Gange sind, und was die Hochschule etwa tun könnte, um sie zu fördern. Im Januar hat Professor Dr. Victor Noll, Lansing, Michigan, unter Mitwirkung von Dr. W. Glassey, Croydon, England, und Professor Dr. Meili, Bern, eine zweiwöchige Arbeitsgemeinschaft für Testforschung durchgeführt. Wenn die Verhältnisse es gestatten, wird im August eine vierwöchige Arbeitsgemeinschaft über pädagogische Psychologie im Ausland stattfinden, an der zahlreiche europäische und amerikanische Fachleute teilnehmen werden, und die in erster Linie für Vertreter der pädagogischen Psychologie an westdeutschen Universitäten, pädagogischen Hochschulen und ähnlichen Instituten gedacht ist. Wir hoffen, daß die Hochschule in der Lage sein wird, die Aufenthaltskosten der Lehrenden und die [der] Teilnehmer zu tragen.“

### Die ersten Jahre im Rückblick
„Am 1. April 1953 nahm die Hochschule für Internationale Pädagogische Forschung, Frankfurt/Main, mit drei Professoren, zwei Assistenten und 20 studierenden Mitarbeitern […] ihre Arbeit auf.“ Dieses erste Studienjahr endete am 18. März 1954 mit einer Sitzung der Studierenden zusammen mit den Mitgliedern des Forschungs- und Lehrkörpers. Erich Hylla hielt aus diesem Anlass eine Rede, in der er sich sehr pessimistisch zeigte hinsichtlich der gesellschaftlichen Akzeptanz von Bildung und Erziehung in der Bundesrepublik Deutschland und dem Zustand des Bildungswesens. Er spricht von einer permanenten Krise, für die nicht alleine die Zeit des Nationalsozialismus verantwortlich gemacht werden könne, und fragt: 

„Warum diese Fülle von gegensätzlichen und einander bekämpfenden Meinungen, Wünschen und Zielen? Warum ist es nicht möglich, bei uns zum Beispiel zu einem Schulgesetz zu kommen, das zwar in seinen Einzelheiten nicht jedem gefallen mag, das aber im ganzen doch die Zustimmung aller Parteien findet – wie es in England möglich war? Warum können wir in Deutschland nicht einen Plan einer Schulreform entwickeln, der eine so allgemeine Zustimmung findet, wie etwa der schwedische, der seit 1950 durchgeführt wird?“

Er benennt vier Gründe die hierfür ursächlich seien:
- Der fehlende beziehungsweise verlorengegangene „Glauben an die Wirksamkeit vielleicht der bewußten und geplanten Erziehung überhaupt, jedenfalls aber der Schulerziehung“. Daraus resultiere in der Öffentlichkeit eine weitgehende Interessenlosigkeit an Schul., Bildungs- und Erziehungsfragen. (S. 52)[33]
- „Wir sind als Volk und auch als einzelne nicht bereit, einen angemessenen Teil des Sozialproduktes, unseres Volks- und auch unseres Einzeleinkommens, für Bildung und Erziehung zu opfern.“ (S. 53)[33]
- „Wir haben wenig Neigung, für Versuche, für praktische Erprobung neuer Wege, Freiheit zu gewähren und die dafür notwendigen Geldmittel zu bewilligen.“ (S. 53–54)[33]
- Als vierte Ursache, „die sich übrigens nicht nur auf pädagogischem Gebiet, sondern auch in anderen Lebensbereichen auswirkt“, konstatiert er die Tatsache, „daß der Staat seinen Einfluß immer mehr ausdehnt, und daß dieser Einfluß im wesentlichen nivellierend wirkt. Auch von anderer, z. B. kirchlicher Seite ist kürzlich mit berechtigter Sorge auf diese Entwicklung hingewiesen worden. Zum Teil hängt sie damit zusammen, daß unser Streben nach Gerechtigkeit für alle leicht in ein solches nach Gleichmacherei entartet, daß auf dem Gebiet des Bildungswesens z. B. die private Initiative und die Bereitschaft zu persönlichen Aufwendungen, etwa für private und besser als durchschnittlich ausgestaqttete Schulen, nicht gerne gesehen oder sogar verhindert wird, weil nicht alle Kinder ihre Vorteile genießen können.“(S. 54–55)[33]

Diesen letzten Punkt nur als Pessimismus zu begreifen, fällt schwer. In ihm schwingt deutlich eine Kritik an sozialdemokratischer Bildungspolitik mit. Ein Staatsverständnis wird artikuliert, das sich stark an liberale Denkmuster anlehnt und mit dem Terminus Gleichmacherei ein Kritikmuster sanktioniert, das nach dem Krieg gegen die Einheitsschule mobilisiert wurde und sechzig Jahre später immer noch gegen die Integrierte Gesamtschule.
Hylla stellt sich selbst die Frage, was seine vier Punkte mit den Absolventen des ersten Hochschuljahres und der Aufgabe der Hochschule zu tun haben. Seine Antwort: „Entscheidendes. Pädagogische Forschung kann wesentlich dazu beitragen, die Lage auf dem Gebiete des Bildungswesens zu klären, Verwirrung zu entwirren, falsche Verallgemeinerungen aus vereinzelten Erfahrungen, wie sie oft aus Wünschen und Vorurteilen entstehen, als solche zu erweisen und Unterlagen zu sachlichen Entscheidungen liefern. So kann sie helfen, die oben dargelegten vier wesentlichen Ursachen (und vielleicht auch manche anderen) für die unerfreuliche und kritische Gesamtlage in unserem deutschen Bildungswesen zu überwinden.“(S. 55)
So, wie er oben pädagogisch-psychologische Tests bereits als quasi neutrale Instrumente, die automatisch gesicherte Erkenntnisse liefern, beschrieben hat, wird pädagogische Forschung auch hier wieder als in sich scheinbar interessenlos beschrieben, die aus sich selbst heraus „reine“ Wahrheit gebiert. In der Definition von Jürgen Habermas redet er damit einem technischen Erkenntnisinteresse das Wort, das vorgibt, interesselos-objektiv zu sein, und dabei das eigene vorgängige Erkenntnisinteresse leugnet oder nicht reflektiert. Alleine schon sein vierter Kritikpunkt beinhaltet ein massives vorgängiges erkenntnisleitendes Interesse, das zwar legitim ist, aber deshalb noch lange nicht „wissenschaftlich-objektiv“.

Gleichwohl ist sich Hylla sicher, dass „die rechte Richtung eingeschlagen worden ist“ und die Hochschule sich ihren Studenten gegenüber „in erster Linie nicht [als] eine Lehranstalt, sondern [als] ein Forschungsinstitut“ darstellen konnte (S. 56). Sein Urteil über die bisher geleistete Arbeit lautet: 

„‚Wir haben einen Anfang gemacht.‘ Das mag wenig erscheinen. Aber wenn man sich vor Augen hält, wie neu unser Unternehmen ist, wenn man bedenkt, wie viele Jahrzehnte die Forschung auf anderen ihr leichter zugänglichen Gebieten, etwa auf dem der Naturwissenschaft und der Technik, der Biologie und der Medizin gebraucht hat, um sich zu dem zu entwickeln, was sie heute ist, so dürfen wir auch damit zufrieden sein, wenn wir nur annehmen dürfen, daß die ersten Schritte, die wir getan haben, in der rechten Richtung getan worden sind. (S. 58)“

Vierzehn Jahre später, zu Erich Hyllas 80. Geburtstag, blickt Walter Schultze, der 1952 als Professor an die Hochschule berufen worden war, positiv gestimmt auf deren Anfangsjahre zurück. 

„Wir waren damals ein kleiner Kreis, die Hochschule war eine unbekannte Einrichtung, die sich zwar bei ihrer Eröffnungstagung der besten Wünsche zahlreicher Vertreter der in- und ausländischen Pädagogik erfreute, aber nicht von allen für ein sehr kräftiges und lebensfähiges Kind gehalten wurde. Heute blicken wir zurück auf eine vierzehnjährige Arbeit und haben uns trotz aller schlechten Prognosen zu einem Institut entwickelt, das innerhalb und außerhalb der Bundesrepublik vom Kindergarten bis zu Hochschulen und Universitäten nicht nur bekannt, sondern auch anerkannt ist. […] Welcher Mut, aber auch welche fast traumwandlerische Sicherheit müssen damals Professor Hylla bewegt haben, in einem Alter, in dem andere Menschen sich bereits zur Ruhe gesetzt haben, noch einmal eine solche Aufgabe anzupacken und mit einem so kleinen Kreis aktiver Mitarbeiter den Anspruch einer wissenschaftlichen Hochschule und Forschungsstätte nicht nur zu erheben, sondern auch zu verwirklichen.“

Erich Hylla wurde am 31. März 1956 emeritiert, blieb der Hochschule für Internationale Pädagogische Forschung aber weiterhin eng verbunden. Er starb am 5. November 1976 in Frankfurt am Main.
Nach seinem Tod hat seine Tochter, Gudrun Hylla, den mit 3.000 Euro dotierten Erich-Hylla-Preis gestiftet. Der Preis wird alle drei Jahre vom Deutschen Institut für Internationale Pädagogische Forschung gemeinsam mit der Gesellschaft zur Förderung Pädagogischer Forschung an Persönlichkeiten oder Institutionen verliehen, die sich um Bildung, Wissenschaft oder Erziehung in Forschung oder Praxis verdient gemacht haben.

## Erich Hyllas Ehrungen
- 1956: Verdienstkreuz 1. Klasse der Bundesrepublik Deutschland
- 1956: Goethe-Plakette des Landes Hessen
- 1959: Ehrenplakette der Stadt Frankfurt am Main
- 1967: Großes Verdienstkreuz der Bundesrepublik Deutschland